# Tetrix slivae
Tetrix slivae är en insektsart som först beskrevs av Kostia 1993.  Tetrix slivae ingår i släktet Tetrix och familjen torngräshoppor. Inga underarter finns listade i Catalogue of Life.